# 石宁
石宁（？—351年），十六国时后赵大臣，石虎时中书监。
建武十三年（347年），石虎命石宁为征西将军，率并州、司州兵二万余人为大将麻秋后继，进攻前凉，前凉金城郡太守张冲以郡降于石宁。五月，麻秋和石宁又率领十二万兵众进军驻扎在黄河以南。青龙元年（350年）正月，冉闵杀胡人，抚军石宁和太宰赵庶、太尉张举、中军将军张春、光禄大夫石岳、武卫将军张季出逃襄国。刘显杀掉了后赵王石祗、丞相乐安王石炳、太宰赵庶等十多人，并将首级传送到邺城。骠骑将军石宁逃奔到柏人县。凉州刺史石宁独占着上邽。十二月，前秦苻雄率兵攻击，斩杀了石宁。　　